# I Muvrini
I Muvrini (Mufloni) je korsický pěvecký soubor. Založili ho v roce 1979 v Tagliu-Isulacciu bratři Alain a Jean-François Bernardini, synové zpěváka a skladatele Ghjulia Bernardiniho. Skupina se věnuje tradičnímu polyfonnímu zpěvu v korsičtině zvanému paghjella. Původně zpívali za doprovodu kytary, později začali využívat další nástroje jako dudy nebo niněra. Se skupinou vystupovali i instrumentalisté Régis Gizavo, César Anot a Achim Meier. Popularitu v zahraničí získali I Muvrini díky nahrávce se Stingem „Terre d'Oru“ (coververze „Fields of Gold“). Soubor také hostoval na nahrávkách dalších umělců jako byli např. Florent Pagny, Anggun, Pyx Lax, Lluís Llach, Jacques Dutronc, Sofia Mestari nebo Tina Arena. Dvakrát získali I Muvrini cenu Victoires de la musique, koncertovali v Olympii i aréně v Bercy. Skupina však narážela i na zákazy svých vystoupení kvůli obavám úřadů z podněcování separatistických nálad na Korsice, v roce 2018 nahrála skladbu „Fin du monde et fin de mois“, v níž podpořila hnutí žlutých vest. Jean-François Bernardini stojí v čele nadace AFC Umani, zaměřené na rozvoj korsické kultury.

## Diskografie
- 1979 – Ti ringrazianu
- 1980 – Anu da vulta
- 1981 – Rundinella
- 1984 – E campa qui
- 1986 – Lacrime
- 1987 – A l'encre rouge
- 1988 – Pe l'amore di tè
- 1989 – Quorum
- 1991 – A voce rivolta
- 1993 – Noi
- 1995 – Curagiu
- 1998 – Leia
- 2000 – Pulifunie
- 2000 – A strada
- 2002 – Umani
- 2005 – Alma
- 2007 – I Muvrini et les 500 choristes
- 2010 – Gioia
- 2015 – Invicta
- 2016 – Pianetta
- 2017 – Luciole

## Členové
- Jean François Bernardini
- Alain Bernardini
- Stéphane Mangiantini
- Martin Vadella
- Jean Bernard Rongiconi
- Alain Bonnin
- Loic Taillebrest
- Gilles Chabenat
- Thomas Simmerl